# Tabodwe
Tabodwe (tiếng Miến Điện: တပို့တွဲ) là tháng thứ mười một theo lịch Miến Điện truyền thống.

## Lễ hội và lễ kỷ niệm
- Trăng tròn tháng Tabodwe
  - Lễ hội thu hoạch (ထမနဲပွဲတော်)[2]
  - Quốc khánh Môn[3]

Lễ hội kéo co của người Rakhine, Yatha Hswe Pwe.
- Lễ hội chùa
  - Lễ hội chùa Alaungdaw Kathapa (Vùng Sagaing)[4]
  - Lễ hội chùa Shwe Settaw (thị trấn Minbu, Vùng Magwe)[5][6]
  - Lễ hội chùa Kyaikkhauk (thị trấn Thanlyin, Vùng Yangon)[7]

## Biểu tượng Tabodwe
- Hoa: Gièng gièng[8]